# Owenettidae
De Owenettidae zijn een familie van uitgestorven procolophonide parareptielen. Fossielen zijn voornamelijk gevonden in Afrika en Madagaskar, met één geslacht aanwezig in Zuid-Amerika. Het is het zustertaxon van de familie Procolophonidae. 
De familie werd in 1939 door Robert Broom benoemd voor het typegeslacht Owenetta. Sindsdien zijn verschillende andere geslachten toegewezen aan Owenettidae, waaronder Barasaurus en Saurodektes. De oudst bekende owenettide, Owenetta rubidgei, dateert uit het Wuchiapingien van het Laat-Perm. Deze en Saurodektes zijn gevonden in de Beaufortgroep in het Karoobekken van Zuid-Afrika, terwijl Barasaurus bekend is uit het Laat-Perm en het Vroeg-Trias van de Sakamena-groep in Madagaskar. Deze lagen overspannen de Perm-Triasgrens en leveren bewijs voor de grote faunale verandering die plaatsvond als gevolg van de Perm-Trias-massa-extinctie. Hoewel de meeste owenettiden tijdens het Perm leefden, breiden overblijfselen van sommige taxa zoals Owenetta kitchingorum (binnenkort binnen zijn eigen geslacht geplaatst) het temporele bereik van de familie uit in het Trias. De jongste bekende mogelijke owenettide is Candelaria uit de Santa Maria-formatie van Brazilië, die leefde tijdens het Ladinien van het Midden-Trias. De op één na jongste bekende owenettide Ruhuhuaria, is bekend uit de Manda-bedden uit het Laat-Anisien in het zuidwesten van Tanzania.
De verwantschappen tussen de mogelijke leden zijn onzeker. Veel onderzoekers zien Owenetta als enige zekere lid.

## Beschrijving
Owenettiden waren relatief kleine Procolophonia die brede koppen en robuuste lichamen bezaten. De familie deelt verschillende synapomorfieën die het scheiden van andere verwante procolophonomorfen. De afwezigheid van een foramen entepicondylare is diagnostisch voor alle leden waarvan het opperarmbeen bekend is. Met betrekking tot de craniale anatomie is er geen contact tussen de postorbitalia en wandbeenderen als gevolg van vergrote postfrontalia, en het schedeldak wordt gedeeltelijk gevormd uit grote supratemporalen lateraal van de wandbeenderen. Er is een grote inham tussen het jukbeen en het quadratojugale.

## Geslachten
- Barasaurus
- Candelaria
- Owenetta
- Ruhuhuaria
- Saurodektes